# Escultura románica en Francia

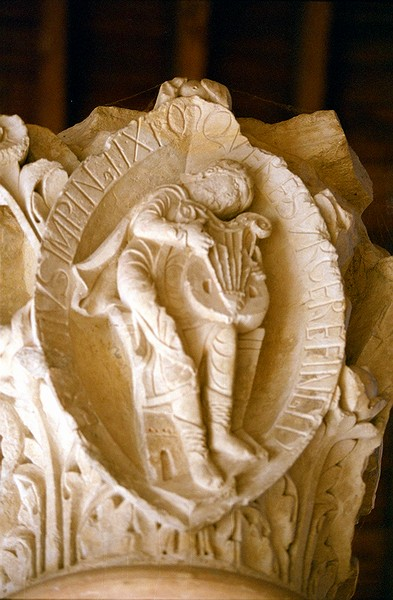
Capitel de Cluny.

La escultura románica fue una de las más importantes actividades artísticas del arte románico, desarrollada entre los siglos XI, XII y la primera mitad del XIII, de acuerdo a diferentes partes de Europa.
Evolucionó como apoyo a la arquitectura; la decoración de capiteles, arcos y arquitrabes de las ventanas y portales, ofreciéndose a un grupo más amplio de personas procedentes de diferentes estratos sociales y culturales, no solo a una pequeña elite eclesiástica, imperial o real. 
La reanudación de la escultura, desfavorecida en favor de trabajos caligráficos, de orfebrería o joyas, tuvo como centros de irradiación sobre todo Toulouse, Moissac y Borgoña en Francia, Módena en Italia y las regiones por las que transcurría el Camino de Santiago en España. Gracias a varias influencias, los escultores fueron capaces de crear un repertorio totalmente nuevo interpretando libremente, no vinculado a modelos y ejemplos de la escultura clásica. 
Un ejemplo de cómo los escultores trabajaban en diversos territorios se da en el taller itinerante del llamado Maestro de Cabestany, activo en el siglo XII, que desde su región, el Rosellón, viajó y dejó el legado de sus obras por el Languedoc en Francia, Cataluña y Navarra en España, y en Italia en la Abadía de Sant'Antimo y San Casciano in Val di Pesa.

## Las Escuelas

### Escuela de Borgoña

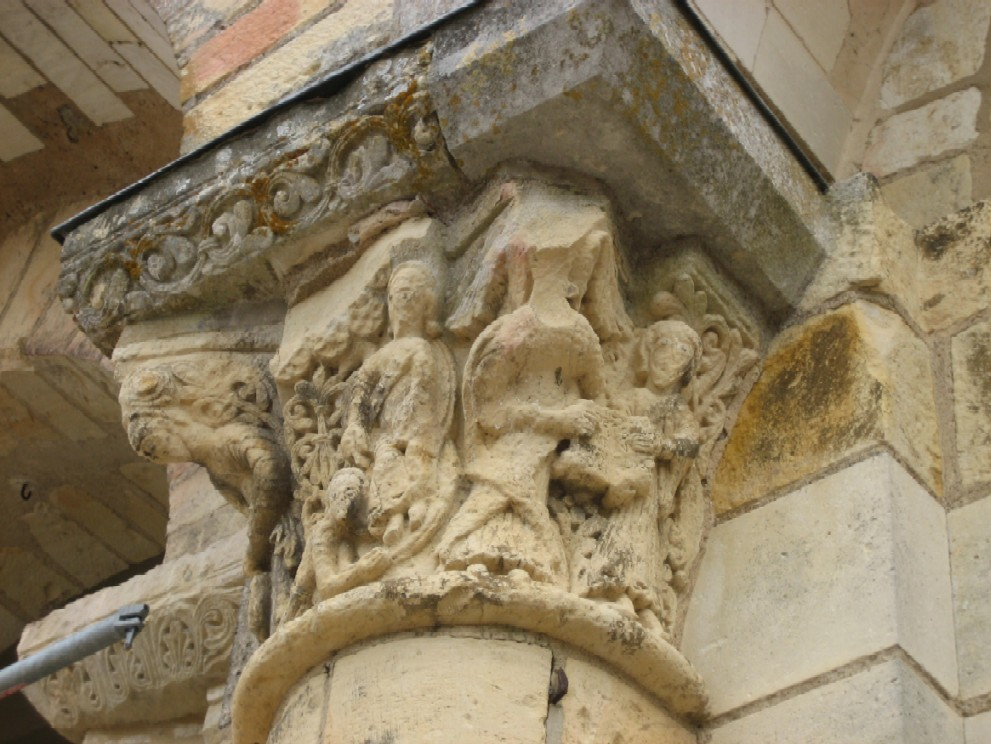
Capitel de Saint-Benoit-sur-Loire.

La Borgoña fue uno de los ejemplos precoces de reanudación de la escultura monumental.
En Dijon los capiteles de la desaparecida iglesia de Saint-Benigne (siglo XI) muestran todavía un cierto obstáculo al representar figuras humanas, por la falta de modelos a diferencia de las figuras zoomorfas y vegetales que eran copiadas de estofas sasánidas.
Antes de la escuela unida a la abadía de Cluny se puede encontrar un precedente en los capiteles de la torre-pórtico de la abadía de Saint-Benoit-sur-Loire, junto a Orleans, de datación controvertida, pero quizás de diez años antes del deambulatorio de la abadía de Cluny (alrededor de 1095). En el primer piso los capiteles están decorados con hojas de acanto y roleos, mientras que en el segundo piso contiene escenas de historias apocalípticas y figuras de santos.
Los lugares de la escultura monumental en Borgoña son esencialmente tres: la abadía de Cluny, la catedral de Autun y la Abadía de Vézelay.

#### Cluny
En la abadía los capiteles más antiguos se encuentran en el deambulatorio y se remontan a antes del año 1095 (quedan solo ocho). El ingreso estaba rodeado por dos semicolumnas, que presentaban dos capiteles con historias, uno con el Pecado de los primeros padres y el otro con el Sacrificio de Isaac. En los demás capiteles estaba representado una especie de compendio del saber medieval, con diversos temas: un capitel corintio que demuestra una notable comprensión del arte antiguo, uno con atletas, uno con un apicultor, una serie con las virtudes teologales y las virtudes cardinales, uno con una representación de la Primavera, uno del Verano, uno con los Ríos del Paraíso (alegoría de los cuatro evangelios) y una serie con ocho tonos de canto gregoriano. La gran variedad de temas estaba compensada también por la notable variedad de esquemas sobre los que se esculpió: desde las “almendras” con figuras enteras de personajes a otros donde la historia es continua.

#### Autun

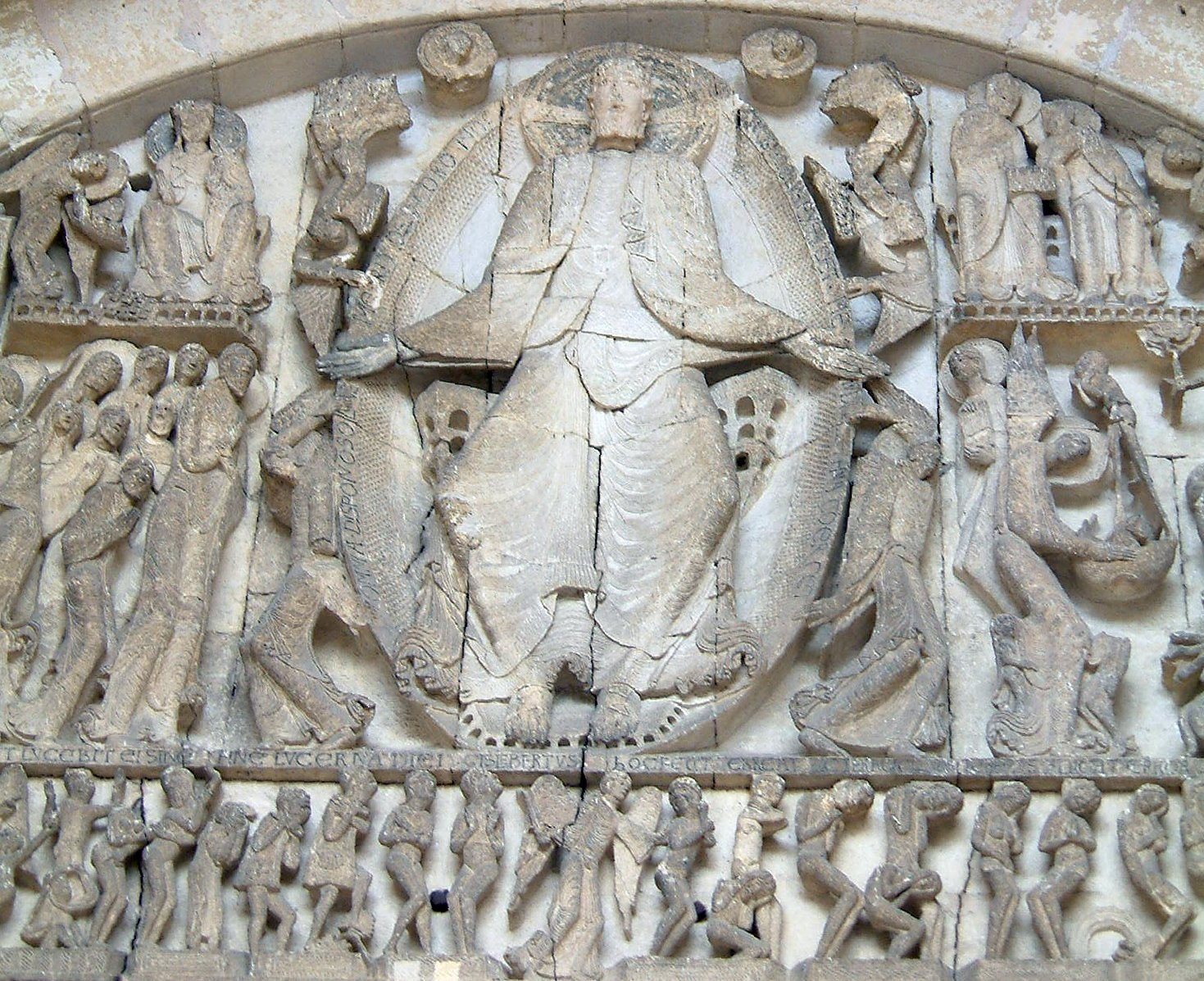
El tímpano del Juicio Final de Autun, detalle, alrededor del año 1130.

En Autun junto a la catedral trabajó Gislebertus que firmó el tímpano del portal con el Juicio Final (1130) con figuras alargadas y caracterizadas por un movimiento frenético. Gislebertus esculpió también el portal septentrional del que hoy solo quedan algunos fragmentos, entre los cuales destaca la llamada Eva de Autun de gran naturalismo. A Gislebertus se debe probablemente la dirección de toda una escuela de artistas que trabajaban en la decoración de capiteles de la nave y del presbiterio.
También aquí se encuentra una notable libertad al tratar el espacio disponible en el capitel, todavía más originales que los de Cluny.
En el de la Huida a Egipto, por ejemplo, la escena ocupa casi todo el capitel. En el del Sueño de los Reyes Magos se representa a los tres reyes acostados en una cama puesta de manera horizontal y vistos desde lo alto, con un ángel en pie que indica la estrella y desde una prospectiva distinta.

#### Vézelay

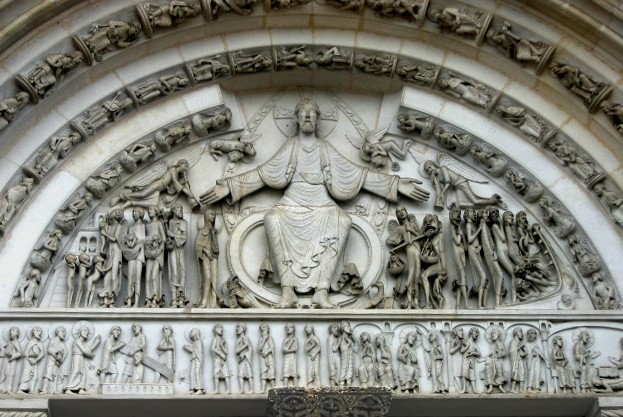
Tímpano de la fachada, iglesia de Sainte-Madeleine, Vézelay, 1120-1140.

También en Vézelay, en el tímpano central del pórtico de la iglesia de Sainte-Madeleine hay una representación de Cristo en majestad (1120-1140) similar al Juicio Final de Autun, donde Cristo con los brazos abiertos, es representado en el acto de enviar a los apóstoles a todo el mundo, representados por pueblos fantásticos (como los “orecchioni” o las figuras de hocico animal), pero aquí los detalles están modelados con una finura todavía mayor y más plasticidad (véase por ejemplo las piernas de Cristo, plegadas por un intento de diseño) y la composición sigue el espacio dado por la arquitectura (en Autun estaba dividido en recuadros). En ambos, Cristo es representado en el centro en una posición frontal solemne con las manos abiertas, mientras que alrededor las figuras están animadas por un ritmo vívido.
En cambio, los capiteles de las naves y del nártex con Parábolas evangélicas y Episodios de la vida de los santos, tienen una plasticidad exagerada, gracias al sentido del volumen y a una narración vivaz y elocuente, en algunos casos frenética, como en las numerosas escenas en que aparecen los demonios.

### Escuela del Languedoc

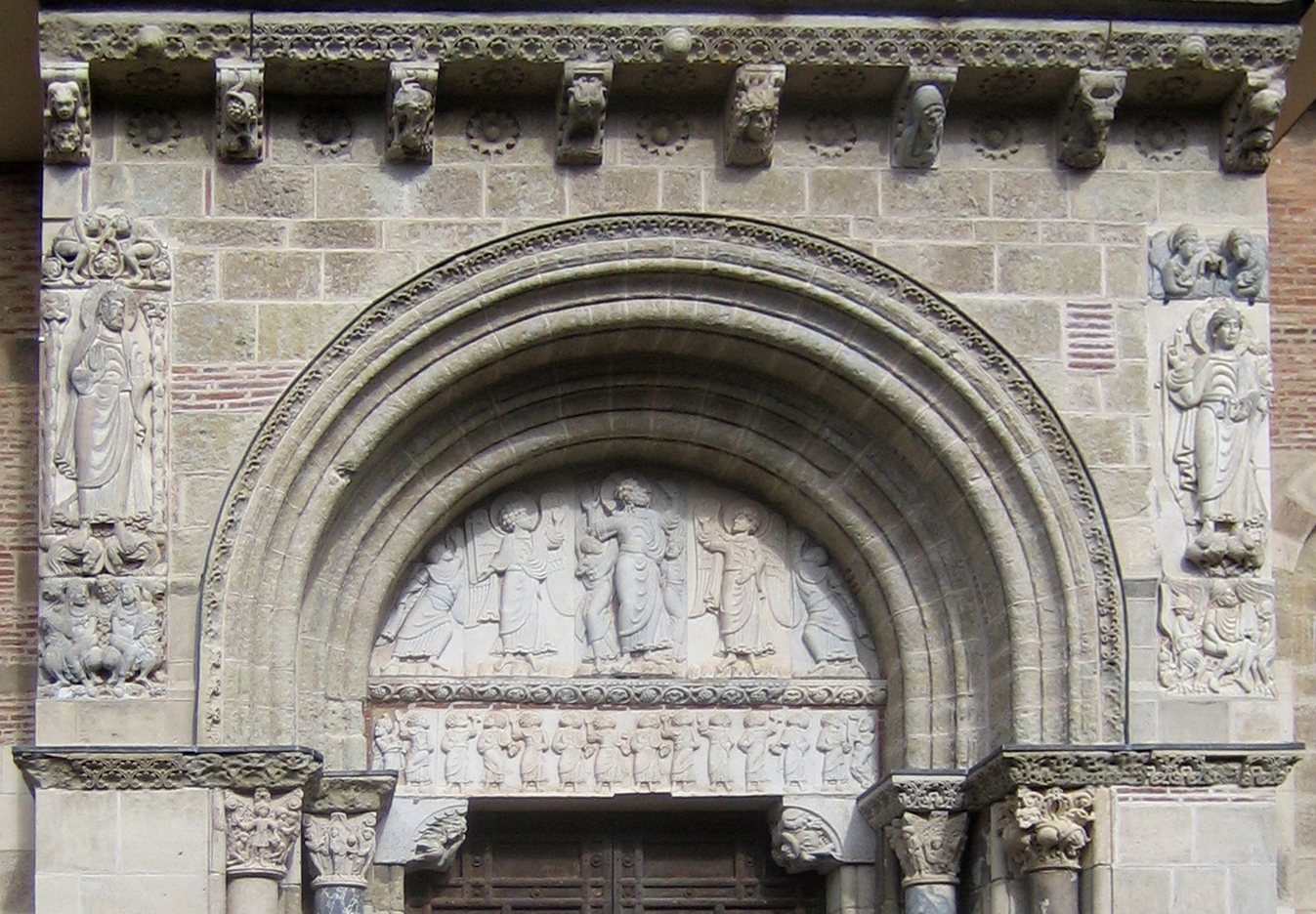
La Porte de Miègeville, basílica de Saint-Sernin, Toulouse.

En el Languedoc se desarrolló precozmente el estilo románico, sea por el crecimiento económico y demográfico, sea por la disgregación del poder central, sea también el afluir de peregrinos que lo hicieron una región de paso.

#### Escuela de Toulouse
En Toulouse la Basílica de Saint-Sernin fue construida con formas grandiosas unos años antes de 1080.
Tras la actividad de un primer grupo de cinceladores, con ocasión de la consagración del altar mayor (1096), se renovó el taller, que esculpió por ejemplo la mesa en mármol de los Pirineos, donde aparece el nombre del maestro Bernardo Gilduinus. La decoración se componía de bajorrelieves a los lados con varias escenas: Cristo entre la Virgen y San Juan evangelista, los Apóstoles, La Ascensión de Alejandro Magno (un episodio legendario) y un friso de pájaros con elementos vegetales.
La misma bodega de Gelduinus esculpió también los siete bajorrelieves en mármol del deambulatorio (fines del siglo XI e inicios del XII), con Cristo en majestad, con cuatro ángeles y dos apóstoles, que se caracterizan por una monumentalidad románica pero una tendencia a la estilización que recuerda los marfiles tallados más antiguos, con influencias diversas de la cultura borgoñona. El poco relieve de las esculturas, la estática serenidad y el fuerte linearismo se ven reforzados por una clara definición de los volúmenes de las figuras.
Otros relieves según el estilo de Gelduino están en los capiteles de las tribunas del transepto y en las esculturas que decoran la llamada Puerta de Miègeville (1100-1118), donde en la luneta se aprecia una Ascensión de Cristo con representaciones de los apóstoles en el arquitrabe, en las ménsulas que la sostienen y en los dos paneles al lado del portal, con los Santos Pedro y Santiago a dimensión natural, la Caída de Simón el Mago y las Alegorías de los vicios. Los resultados de estos relieves son muy semejantes a los de las esculturas del santuario de Santiago de Compostela, con un relieve muy bajo y un aplanamiento de los pisos de modelación, aun cuando estén articulados con vivacidad; la diferencia más evidente está de hecho en el sentido de movimiento que las figuras transmiten. En particular en los capiteles de este portal la presencia de figuras en altorrelieve denota la capacidad de dar importancia plástica a las figuras.

#### Moissac

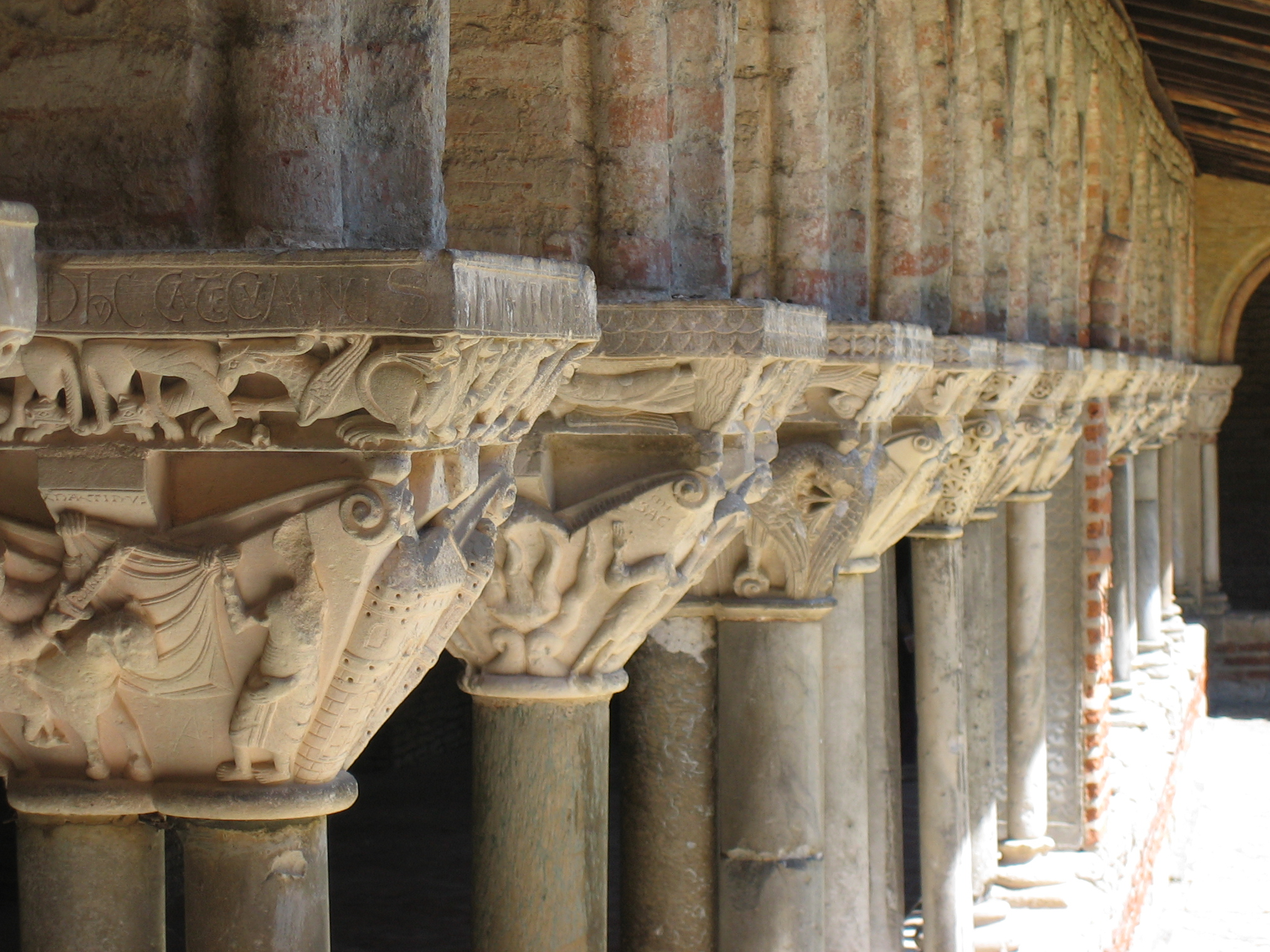
Capiteles del claustro de Moissac.

Contemporáneamente en la región se construía una abadía importante, la Abadía de Moissac, donde el corredor escultóreo fue de primer orden. Hacia el año 1110 se construyó el gran claustro llamado “del Abad Duardo”, con setenta y seis capiteles esculpidos, organizados según la alternancia de columnas individuales y dobles y con doce paneles con bajorrelieves de Apóstoles de tamaño natural, colocados en las pilastras del ángulo (dos por pilastra) y centrales (al lado interior).
También aquí los relieves son bajos y las figuras alargadas con una fuerte estilización y un acentuado linearismo. Mucha atención se dedica a los detalles, hechos muchas veces en clave más naturalista que las figuras enteras.
Más originales son los capiteles con historias, modelados con la máxima libertad, aparte de una clara distinción entre el bloque superior (el paralelepípedo sobre el que se apoyan los arcos) y la parte inferior. Las figuras en los capiteles están dispuestas a los cuatro lados y siempre encornizadas en altura por los roleos. Importante para los artistas de esta obra era dar una sentido de simetría y equilibrio a las composiciones, con una narración que raramente muestra efectos de profundidad.

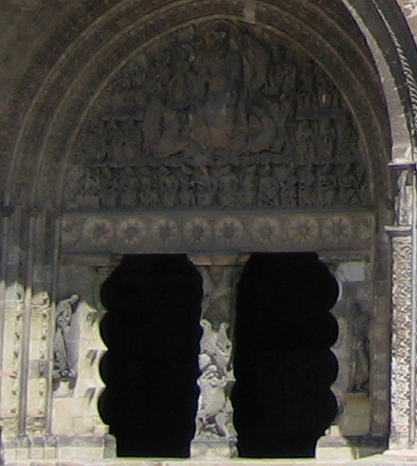
El portal sur de Moissac.

Se remonta a alrededor del año 1120 el segundo gran complejo escultóreo de Moissac, el portal sur de la abadía, dominado por una gran luneta (5,68 metros de largo) con la Visión apocalíptica de San Juan (Cristo en majestad entre los símbolos de los evangelistas, los ángeles y los vigías del apocalipsis). Sobre las impostas se encuentran las figuras de San Pedro e Isaías y en el espesor del pilar central, las figuras de San Pablo y otro profeta, quizás, Jeremías mientras de frente hay esculpidos varios animales monstruosos. Completan la decoración los relieves en las paredes laterales con las Historias de la infancia de Cristo; La parábola del rico Epulón y El castigo de Avaricia y Lujuria.
Sobre todo el tímpano está caracterizado por una grandiosa eficacia expresiva, con el Cristo que domina, en posición frontal e inmóvil, la violenta representación que se le muestra alrededor. Si bien la disposición general respete los cánones de la simetría, los elementos son representados en posiciones asimétricas, que crean un campo atravesado por líneas oblicuas que anulan la autonomía de cada parte. Los detalles son tratados con una gran maestría que produce efectos de notable naturalismo (en los vestidos, en los ornamentos, en los objetos). Muy original es el alargamiento de las figuras en las impostas, sinuosamente movidas por elegantes cadencias rítmicas que acentúan la expresividad.

#### Otros complejos
En los decenios sucesivos la herencia de Moissac fue fuente de inspiración para otros como los trabajos realizados en el claustro de Notre-Dame-de-la-Daurade en Toulouse, donde los capiteles retoman elementos del claustro de Moissac. Luego, como en los claustros de Saint-Sernin o de la catedral se dio mayor desarrollo a la narración de las escenas y a las figuras individuales buscando una mayor delicadeza al modelar.
Otro importante complejo era el Monasterio de Souillac, cercano a Moissac, desde el cual provienen los fragmentos de un portal esculpido hacia el 1130 para la iglesia de la abadía de Sainte-Marie. El Profeta Isaías parece, si no de la misma mano, inspirado al Profeta Jeremías de Moissac, pero aquí la representación es todavía más original, con el frenético movimiento de las piernas del profeta y el ventear de los pliegues del vestido, que exaltan el dinamismo de esta especie de danza sagrada.

### Escuela del Rosellón
En la zona del Rosellón es donde se encuentran las esculturas más antiguas de Francia; la influencia en toda la región del próspero monasterio de San Miguel de Cuixá aunó y propició un rápido desarrollo e impulso a los artistas artesanos y sus obras.
Véase también: Arte románico, escultura en Cataluña